# Skylab
Skylab fue la primera estación espacial estadounidense. Fue diseñada por Raymond Loewy. Orbitó alrededor de la Tierra de 1973 a 1979 y fue visitada por astronautas en tres ocasiones durante sus dos primeros años de servicio. Con un peso de 75 toneladas, fue lanzada (en misión no tripulada) el 14 de mayo de 1973, impulsada por el cohete Saturno V (misión SL-1). La estación sufrió daños graves durante el lanzamiento, perdiendo el escudo solar, parte del escudo contra micrometeoritos y uno de sus paneles solares principales. Las partes desprendidas del escudo contra micrometeoritos impidieron el despliegue del panel solar restante, causándole un gran déficit energético y un sobrecalentamiento anormal.

## Historia
La primera tripulación (que fue a bordo de la misión SL-2, una nave Apolo lanzada el 25 de mayo de 1973 sobre un cohete Saturno IB) realizó tareas de reparación profundas en un paseo espacial y permaneció 28 días en la estación. Las siguientes misiones (SL-3 y SL-4) comenzaron el 28 de julio de 1973 y el 16 de noviembre de 1973 y duraron 59 y 84 días respectivamente, con una ocupación total de 171 días. La última tripulación de la Skylab volvió a la Tierra el 8 de febrero de 1974.
Hubo especulaciones sobre el lugar del hemisferio sur en el que caerían sus restos. Finalmente, el 11 de julio de 1979 cayó sobre territorio de Australia, lo cual impuso a la NASA una multa de US$400 por arrojar basura en territorio público.
Su réplica se puede visitar en el Museo Aeroespacial de Washington D. C.
La misión SL-4 con su marca de 84 días fue la de mayor duración para una nave espacial estadounidense, hasta el año 2021, en que la misión SpaceX Crew-1 la superó con 167 días.

## Misiones Skylab
| Misión                | Emblema | Comandante                                       | Piloto científico                                | Piloto                                           | Fecha lanzamiento       | Fecha regreso           | Duración (días) |
| --------------------- | ------- | ------------------------------------------------ | ------------------------------------------------ | ------------------------------------------------ | ----------------------- | ----------------------- | --------------- |
| Skylab 1 SL-1         |         | Lanzamiento no tripulado de la estación espacial | Lanzamiento no tripulado de la estación espacial | Lanzamiento no tripulado de la estación espacial | 1973-05-14 17:30:00 UTC | 1979-07-11 16:37:00 UTC | 2248.96         |
| Skylab 2 SL-2 (SLM-1) |         | Pete Conrad                                      | Joseph Kerwin                                    | Paul J. Weitz                                    | 1973-05-25 13:00:00 UTC | 1973-06-22 13:49:48 UTC | 28.03           |
| Skylab 3 SL-3 (SLM-2) |         | Alan L. Bean                                     | Owen Garriott                                    | Jack Lousma                                      | 1973-07-28 11:10:50 UTC | 1973-09-25 22:19:51 UTC | 59.46           |
| Skylab 4 SL-4 (SLM-3) |         | Gerald Carr                                      | Edward Gibson                                    | William Pogue                                    | 1973-11-16 14:01:23 UTC | 1974-02-08 15:16:53 UTC | 84.04           |